# Гамлет (персонаж)
Гамлет (англ. Hamlet) — центральний персонаж п'єси Шекспіра «Гамлет». У п'єсі він є принцом Данії, племінником короля Клавдія та сином колишнього короля Гамлета.

## Дошекспірівський Гамлет
Прототипом Гамлета був напівлегендарний принц Амлет, ім'я якого зустрічається в одній з ісландських саг Сноррі Стурлусона. Це дозволяє припустити, що сюжет про Гамлета, ймовірно, був предметом низки давніх переказів.
Перша літературна пам'ятка, у якій розповідається сага про помсту Гамлета, належав перу середньовічного данського літописця Саксона Граматика. В «Історії данів», написаній близько 1200 року, він повідомляє, що ця історія сталася ще в язичницькі часи, тобто до 827 року, коли Данія прийняла християнство.
Короткий вміст повісті, викладений Саксоном Граматиком.
| Данський феодал Горвенділ прославився силою і мужністю. Його слава викликала заздрість норвезького короля Коллера, і той викликав його на двобій. Вони домовилися, що переможцеві перейдуть всі багатства переможеного. Двобій закінчився перемогою Горвенділа, який вбив Коллера і отримав усе його багатство. Тоді данський король Рерік віддав за дружину Горвенділу свою дочку Геруту. Від цього шлюбу народився Амлет. У Горвенділа був брат, Фенгон, який заздрив його успіхам і відчував до нього таємну ворожнечу. Вони обидва спільно правили Ютландією. Фенгон став побоюватися, що Горвенділ скористається ставленням короля Реріка і прибере до рук владу над усією Ютландією. Попри те, що для такої підозри не було достатніх підстав, Фенгон вирішив позбутися можливого суперника. Під час одного з бенкетів він відкрито напав на Горвенділа і вбив його в присутності всіх придворних. На виправдання вбивства він заявив, що нібито захищав честь Герути, ображеної своїм чоловіком. Хоча це було брехнею, ніхто не став спростовувати його пояснень. Панування над Ютландією перейшло до Фенгона, який одружився з Герутою. До цього між Фенгоном і Герутою близькості не було. Амлет був у той момент ще дуже юний. Однак Фенгон побоювався, що, ставши дорослим, Амлет помститься йому за смерть батька. Юний принц був розумний і хитрий. Він здогадувався про побоювання свого дядька Фенгона. А для того щоб відвести від себе всякі підозри в таємні наміри проти Фенгона, Амлет вирішив прикинутися божевільним. Він псував себе брудом і бігав по вулицях з дикими криками. Дехто з придворних став здогадуватися, що Амлет тільки прикидається божевільним. Вони порадили зробити так, щоб Амлет зустрівся з підісланою до нього красивою дівчиною, яка мала звабити його своїми ласками і виявити, що він аж ніяк не збожеволів. Але один з придворних попередив Амлета. До того ж виявилося, що дівчина, яку обрали для цього, була закохана в Амлета. Вона теж дала йому зрозуміти, що хочуть перевірити справжність його божевілля. Таким чином, перша спроба викрити Амлета не вдалася. Тоді один з придворних запропонував випробувати Амлета в такий спосіб: Фенгон повідомить, що він їде, Амлета зведуть з матір'ю, і, можливо, він відкриє їй свої таємні задуми, а радник Фенгона підслухає їх розмову. Однак Амлет здогадався про те й, прийшовши до матері, він поповодився як схиблений — заспівав півнем і схопився на ковдру, розмахуючи руками. Але тут він відчув, що під ковдрою хтось захований. Вихопивши меча, він тут же вбив радника короля, що ховався під ковдрою, потім розрубав його тіло на шматки й кинув в стічну яму. Зробивши все це, Амлет повернувся до матері і став дорікати їй за зраду Горвенділу і шлюб з убивцею чоловіка. Герута покаялася у своїй провині, і тоді Амлет відкрив їй, що він хоче помститися Фенгону. Герута благословила його намір. Отже Фенгон нічого не дізнався й цього разу. Але навіженість Амлета лякала короля, і той вирішив позбутися його раз і назавжди. З цією метою він відправив Амлета в супроводі двох придворних в Англію. Супутникам Амлета були вручені таблички з листом, які вони повинні були таємно передати англійському королю. У листі Фенгон просив стратити Амлета, як тільки він висадиться в Англії. Під час плавання на кораблі, поки його супутники спали, Амлет розшукав таблички і, прочитавши, що там було написано, стер своє ім'я, а замість нього написав імена придворних. Понад те він дописав, що Фенгон просить видати за Амлета дочку англійського короля. Придворних, звісно, стратили, а Амлета заручили з дочкою англійського короля. Пройшов рік, і Амлет повернувся до Ютландії, де його вважали померлим. Він потрапив на тризну, яку справляли по ньому. Нітрохи не зніяковівши, Амлет взяв участь у бенкеті і напоїв всіх присутніх. Коли вони, сп'янівши, звалилися на підлогу і заснули, він накрив всіх великим килимом і прибив його до підлоги так, щоб ніхто не зміг вибратися з-під нього. Після того він підпалив палац, і в вогні згоріли Фенгон і його наближені. Амлет стає королем і править з дружиною, яка була гідною і як дружина, і як королева. Після її смерті Амлет побрався з шотландською королевою Гермтрудою, яка була йому невірна і покинула свого чоловіка в біді. Коли після Рьоріка королем Данії став Віглет, він не побажав миритися з незалежною поведінкою Амлета, який був його васалом, і вбив його в битві. |
Після винаходу друкарства були надруковані тексти Саксона Граматика. Це привернуло до них увагу французького письменника Франсуа Бельфоре, який включив сагу про Амлета до другого тому «Трагічних історій», надрукованого в 1576 році. Оповідання Бельфоре переважно повторює сюжет Саксона Граматика. Три елементи сюжету були змінені. По-перше, між Фенгоном і Герутою існував зв'язок ще за життя її чоловіка. По-друге, Герута стає співучасницею помсти Амлета. Вона готує все необхідне для розправи Амлета з придворними. Принц не спалює придворних, а проколює піками. Король гине не разом з придворними. В кінці бенкету він вирушає до опочивальні, принц прослідковує за ним і вбиває, відрубавши голову.
«Принц Ютландії» — єдина у світі екранізація саги про дошекспірівського Амлета.

## Образ Гамлета в п'єсі
Шекспір на основі грубого за змістом оповідання Саксона Граматика створив більш витончену сюжетну канву. Увагу було перенесено із зовнішньої боротьби на духовну драму героя. Месники ранніх трагедій були людьми енергійними, одержимими прагненням здійснити своє «завдання». Їх відрізняла простота звичаїв, поривчастість і непохитність. Вони з натхненням виконували криваву справу, яку вважали своїм обов'язком. Гамлет Шекспіра — «шляхетний, вчений, воїн» (зі слів Офелії) — герой зовсім іншого душевного складу.

### Астрономічні алюзії
Американський астроном Пітер Ашер, почесний професор Пенсільванського університету, опублікував гіпотезу про те, що шекспірівський «Гамлет» насправді є астрономічною алегорією. Король Клавдій, на його думку, не дарма має таке ж ім'я, як і Птолемей, який запропонував геоцентричну модель. Гамлет — це коперніканець Томас Діггес, а Розенкранц і Гільденстерн (прізвища, згадані в родоводі Тихо Браге), втілюють теорії Тихо, який намагався примирити дві системи.

## Трактування ролі Гамлета
Про «Гамлета» написано кілька тисяч книг і статей. Але серед них важко знайти два твори, які б повністю збігалися в інтерпретації твору Шекспіра. Жоден шедевр світової літератури не породив настільки великої кількості думок, як «Гамлет».
Критика шекспірівського «Гамлета» відбила боротьбу майже всіх течій суспільно-філософської та естетичної думки, починаючи з XVII століття. Ця історія показує, що в кожен період суспільного життя проблема «Гамлета» поставала в новому світлі й отримувала рішення відповідно світогляду критиків, які зверталися до неї. У кожну епоху представники того чи іншого напряму вважали свою думку не тільки найправильнішою, але й найбільш відповідною задумам Шекспіра.